# Danielle Chuchran
Danielle Ryan Chuchran (Upland (Californië), 9 juni 1993) is een Amerikaanse actrice.

## Biografie
Chuchran werd geboren in Upland (Californië) en groeide op in Utah. Op vijfjarige leeftijd won zij een schoonheidswedstrijd in de categorie Meest fotogeniek, beste kapsel en beste personaliteit.
Chuchran begon in 2001 als jeugdactrice met acteren in de film Shot in the Heart, waarna zij nog meerdere rollen speelde in films en televisieseries. 

## Filmografie

### Films
Uitgezonderd korte films.
- 2022 Double Threat - als Natasha
- 2021 Mistletoe Mixup - als Holly
- 2021 Love, Lost & Found - als Claire McAllister
- 2020 Finding Love in Mountain View - als Margaret Garvey
- 2019 Swipe Right, Run Left - als Heidi Turner
- 2019 When Vows Break - als Lydia
- 2018 Runaway Romance - als Ann Stanway
- 2017 626 Evolution - als 626
- 2016 Stalked by My Mother - als Gina West / Lucy Underhill
- 2016 The Death of Eva Sofia Valdez - als Pippa
- 2015 Riot - als Alena
- 2015 Fire City: End of Days - als Demon Cornelia
- 2015 Love Finds You in Charm - als Emma Miller
- 2014 Nowhere Safe – als Ashley Evans
- 2014 Survivor – als Kate Mitra
- 2013 Christmas for a Dollar – als Verna Kamp
- 2013 Haunt – als Sara Asher
- 2013 Storm Rider – als Dani Fielding
- 2013 SAGA: The Shadow Cabal – als Nemyt Akaia
- 2012 12 Dogs of Christmas: Great Puppy Rescue – als Emma
- 2012 Osombie – als Tomboy
- 2011 Snow Beast – als Emmy Harwood
- 2011 A Christmas Wish – als Jeanie Bullington
- 2011 Scents and Sensibility – als Margaret Dashwood
- 2010 You're So Cupid! – als Emma Valentine
- 2009 The Wild Stallion – als CJ
- 2009 Minor Details – als Claire
- 2007 Saving Sarah Cain – als Anna Mae Cottrell
- 2003 Dr. Seuss' The Cat in the Hat – als Thing One
- 2002 Handcart – als gered meisje
- 2001 Little Secrets – als Lea
- 2001 Shot in the Heart – als ??

### Televisieseries
Uitgezonderd eenmalige gastrollen.
- 2018-2019 Criminal Minds - als Portia Richards - 3 afl.
- 2015 Austentatious - als Marianne Dashwood - 10 afl.
- 2006 The Bold and the Beautiful – als jonge Stephanie – 3 afl.
- 2005 Little House on the Prairie – als Mary Ingalls – 6 afl.

- International Standard Name Identifier: 0000 0000 7797 7937
- Library of Congress Control Number: no2010054413
- Virtual International Authority File: 120510466
- WorldCat: E39PBJdGGVcfVPKw3frPfyQDv3